# Tomorrow's chance
「Tomorrow’s chance」（トゥモローズ・チャンス）は、茅原実里の楽曲。畑亜貴が作詞、菊田大介が作曲を手掛けた。茅原の6枚目のシングルとして2009年6月3日にGloryHeavenから発売された。

## 概要
前作「Paradise Lost」から約7ヶ月ぶりのリリース。このシングルより、GloryHeavenレーベルからのリリースとなった。
初回限定盤は、スリーブパッケージ仕様になっている。初回生産分には、茅原初の野外ライブとなる「Minori Chihara Live 2009 "SUMMER CAMP"」の先行予約シリアルナンバーが封入されている。
表題曲「Tomorrow's chance」は、音楽情報番組『Run Run LAN!』の2009年6月度、ウェブラジオ『茅原実里のradio minorhythm』のオープニングテーマとして使用された。カップリング曲の「Sunshine flower」は、同ラジオのエンディングテーマとして使用された。
2009年6月4日から秋葉原UDXビル大型ビジョンにて6月7日までは毎時17分00秒と47分00秒に、6月8日からは毎時17分00秒にPVが放映された。
茅原によると「Tomorrow's chance」は、菊田大介が2009年の『Minori Chihara Live Tour 2009 〜Parade〜』の東京公演を見て生まれた曲である。
2010年4月7日発売の『Message 03』に、表題曲のPVが新規収録されている。

## 批評
CDジャーナルは、「疾走感溢れるビートが印象的なロックテイストの曲であり、『私達の未来は一つではなく、たくさんのトビラがある。その眠っているトビラを開けにいこう』という力強いメッセージ性がある楽曲。」と評した。

## 収録曲
（全作詞：畑亜貴） 
1. Tomorrow’s chance [4:57]
作曲・編曲：菊田大介（Elements Garden）
  - 音楽情報番組『Run Run LAN!』2009年6月度オープニングテーマ
  - ウェブラジオ『茅原実里のradio minorhythm』6代目オープニングテーマ

茅原はこの楽曲を製作することが出来て本当に良かったと語っており、2回目のライブツアー『Minori Chihara Live Tour 2009 〜Parade〜』で全国をまわりながら、ファンのみんなとの出会いに触発されて生まれた楽曲であるという[5]。
同ライブツアーの東京公演を観に来た菊田の中から自然と生まれた曲に、「この歌を聴いたみんなが自らの力で一歩前に踏み出そう!という気持ちになるような歌詞にして欲しい」と畑に頼んだという。その時に実際に茅原自身が仮の歌詞を書いて方向性を伝え、そういう行動は初めてで、Paradeツアーでファンのみんなから受け取った愛が自分に溢れていたと語っている[5]。
この楽曲のポジティブさに茅原自身、色々な場面で助けられ、ファンのみんながくれたエネルギーがこの歌を生んだという[5]。
2. Sunshine flower [5:28]
作曲：俊龍、編曲：藤田淳平（Elements Garden）
  - 『茅原実里のradio minorhythm』4代目エンディングテーマ

ファンのみんなとライブで一緒に盛り上がるための曲という位置づけで製作され、製作中は「どうしたらみんなも一緒に楽しんでもらえるだろう?」などということを考えていたという[5]。
間奏には、バンドメンバーのそれぞれの楽器のソロも入っていて、メンバーも一緒にまきこんで遊べる楽曲であると語っている[5]。
夏にぴったりの楽曲で、2009年8月に行われた『Minori Chihara Live 2009 "SUMMER CAMP"』で初めて唄うことになり、リハーサルの時に自分のイメージ通りすぎて「この曲を選んで間違いなかった」と感じたという[5]。
ライブの本番では、観客と共に「ラララララ…」を合唱できて嬉しかったと語っており、素顔の自分を見せる大切な歌になったという[5]。
3. Tomorrow's chance（off vocal）
4. Sunshine flower（off vocal）
  - FM-FUJI『茅原実里のミスサンシャイン』オープニングテーマ

## 収録作品

### CD
| 楽曲              | 発売日        | タイトル                                             | 備考                                 |
| ----------------- | ------------- | ---------------------------------------------------- | ------------------------------------ |
| Tomorrow's chance | 2010年2月17日 | Sing All Love                                        | 3rdオリジナルアルバム                |
| Sunshine flower   | 2011年2月23日 | Unification2 Melody from Minori Chihara〜nostalgia〜 | Crustaceaの2枚目のカバー・アルバム。 |
| Sunshine flower   | 2013年3月13日 | Minori Chihara B-side Collection                     | 1枚目のベスト・アルバム。            |

### DVD、Blu-ray Disc
| 発売日            | タイトル                                                         | 備考                                                                             |
| Tomorrow's chance | Tomorrow's chance                                                | Tomorrow's chance                                                                |
| ----------------- | ---------------------------------------------------------------- | -------------------------------------------------------------------------------- |
| 2010年2月17日     | Minori Chihara Live 2009 "SUMMER CAMP" LIVE DVD/Blu-ray          | 3作目のオリジナルアルバム『Sing All Love』に同梱されたDVD、 Blu-ray Discに収録。 |
| 2010年4月7日      | Message 03                                                       | 3作目のミュージッククリップDVD。                                                 |
| 2010年11月10日    | Minori Chihara Live Tour 2010 〜Sing All Love〜 LIVE DVD/Blu-ray | 3rdライブ・ビデオ。                                                              |
| 2011年2月23日     | Minori Chihara Live 2010 "SUMMER CAMP 2" LIVE DVD/Blu-ray        | 4thライブ・ビデオ。                                                              |
| 2012年11月14日    | Minori Chihara Live 2012 PARTY-Formation LIVE Blu-ray            | 7作目のライブ・ビデオ。                                                          |
| 2013年1月25日     | Minori Chihara Live 2012 PARTY-Formation LIVE DVD                | 7作目のライブ・ビデオ。                                                          |
| Sunshine flower   |                                                                  |                                                                                  |
| 2010年2月17日     | Minori Chihara Live 2009 "SUMMER CAMP" LIVE DVD/Blu-ray          | 3rdオリジナルアルバム『Sing All Love』に同梱されたDVD、 Blu-ray Discに収録。     |
| 2011年2月23日     | Minori Chihara Live 2010 "SUMMER CAMP 2" LIVE DVD/Blu-ray        | 4thライブ・ビデオ。                                                              |

## クレジット
| Performed by 茅原実里       | Performed by 茅原実里                       |
| --------------------------- | ------------------------------------------- |
| Producer                    | 斎藤滋（Lantis）                            |
| Mixing engineer             | 浅野浩伸（Redefine）                        |
| Recording engineer          | 関朋充（Redefine）                          |
| Recording engineer          | 武藤昌俊（Redefine）                        |
| Assistant engineer          | 奥田基樹（Redefine）                        |
| Creative producer           | 小島冬樹（Lantis）                          |
| Art direction & design      | 吉田理一郎                                  |
| Photography                 | 管野秀夫（CAPS）                            |
| Styling                     | 市川栄治（ITTEA）                           |
| Hair & Make-up              | CHICA                                       |
| Promotion producer          | 鈴木めぐみ（Lantis）                        |
| Promotion                   | 岩下由希恵（Lantis）                        |
| Promotion                   | 川島麻衣（Lantis）                          |
| A&R                         | 松浦帯子（Lantis）                          |
| Sales promotion             | 白倉竜太郎（Lantis）                        |
| Promotion desk              | 濱田邦子（Lantis）                          |
| Promotion desk              | 山崎彩（Lantis）                            |
| Promotion desk              | 井本愛（Lantis）                            |
| Executive promoter          | 松村起代子（Lantis）                        |
| Thanks                      | Elements Garden                             |
| Artist Management Leader    | 瀬野大介（avex Planning & Development）     |
| Artist Management Assistant | 佐々木真理英（avex Planning & Development） |
| Supervisor                  | 本多健二（avex Planning & Development）     |
| Executive supervisor        | 伊藤善之                                    |
| Executive producer          | 井上俊次（Lantis）                          |
| Executive producer          | 青木義人（avex Planning & Development）     |
| Special suppoter            | m.s.s members                               |
| Very special thanks         | ALL FANS                                    |

### 参加ミュージシャン
| Tomorrow's chance | Tomorrow's chance      |
| ----------------- | ---------------------- |
| Guitar            | 鍋嶋圭一               |
| Strings           | 大先生室屋ストリングス |

| Sunshine flower | Sunshine flower        |
| --------------- | ---------------------- |
| Guitar          | 鈴木マサキ             |
| Bass            | 須長和広               |
| Strings         | 大先生室屋ストリングス |